# جون لان
جون لان هو سياسي كندي، ولد في 28 نوفمبر 1818 في تيبيراري في جمهورية أيرلندا، وتوفي في 2 أبريل 1890. حزبياً، نشط في الحزب الليبرالي في أونتاريو ‏. وقد انتخب عضو برلمان مقاطعة أونتاريو.